# Azorella andina
Azorella andina är en växtart i släktet Azorella och familjen flockblommiga växter. Den beskrevs först av Rodolfo Amando Philippi och fick sitt nu gällande namn av Oscar Drude.
Arten är perenn och förekommer i centrala och södra Chile samt i södra Argentina.